# Skating Club de Barcelona
L'Skating Club de Barcelona era una pista de gel ubicada al carrer Roger de Flor, 168 de la Dreta de l'Eixample de Barcelona.
Fou inaugurada el 15 de desembre de l'any 1974 amb capacitat per a 500 patinadors, aparcament per a 150 cotxes, llum i so ambiental i servei de bar.
Tenia una escola de patinatge amb nivells que van des de l'infantil fins al més alt, amb classes per totes les edats. Les seves instal·lacions estaven obertes tot l'any. Habitualment, la pista registrava les puntes més altes d'activitat durant les festes de Nadal.
El juny del 2021 se'n va anunciar el tancament definitiu. Actualment, al local hi ha un supermercat del grup francès Carrefour.